# Y học tiến hóa

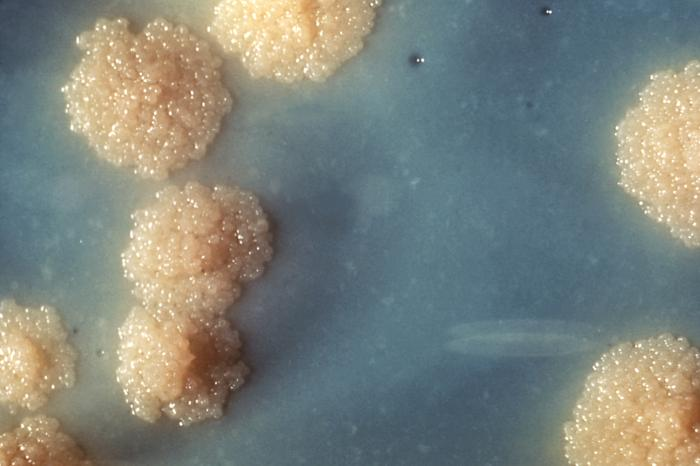
Vi khuẩn Mycobacterium tuberculosis có thể tiến hóa để có thể phá vỡ sự bảo vệ của hệ thống phòng thủ miễn dịch.

Y học tiến hóa hay Y học Darwin là ứng dụng của lý thuyết tiến hóa hiện đại để hiểu biết về sức khỏe và bệnh tật. Trong khi nghiên cứu và thực hành y học hiện đại tập trung vào các cơ chế phân tử và sinh lý ẩn giấu dưới sức khỏe, bệnh tật, thì y học tiến hóa tập trung vào câu hỏi tại sao tiến hóa đã định hình các cơ chế này theo cách có thể khiến chúng ta dễ mắc bệnh. Cách tiếp cận tiến hóa đã thúc đẩy những tiến bộ quan trọng trong việc tìm hiểu của chúng ta về ung thư, bệnh tự miễn, và giải phẫu. Các trường y đã chậm hơn trong việc tích hợp các phương pháp tiến hóa vì những hạn chế về những gì có thể được thêm vào chương trình giảng dạy y khoa hiện có.

## Nguyên tắc cốt lõi của y học tiến hóa
Sử dụng phương pháp Delphi, 56 chuyên gia thuộc nhiều lĩnh vực khác nhau, bao gồm nhân chủng học, y học và sinh học đã thống nhất 14 nguyên tắc cốt lõi nội tại trong giáo dục và thực hành y học tiến hóa. 14 nguyên tắc này có thể được nhóm lại thành năm loại chung: khung câu hỏi, tiến hóa I và II (với tiến hóa II liên quan đến mức độ phức tạp cao hơn), sự đánh đổi tiến hóa, lý do dễ bị tổn thương và văn hóa. Thông tin bổ sung về các nguyên tắc này có thể được tìm thấy trong bảng dưới đây. 
| Đề tài                                                 | Nguyên tắc cốt lõi |
| ------------------------------------------------------ | --- |
| Các loại giải thích (khung câu hỏi)                    | Cả hai cách giải thích gần (cơ học) và cuối cùng (tiến hóa) đều cần thiết để cung cấp sự hiểu biết sinh học đầy đủ về các đặc điểm, bao gồm cả những giải thích làm tăng tính dễ bị tổn thương với bệnh tật.                                 |
| Quá trình tiến hóa (tiến hóa I)                        | Tất cả các quá trình tiến hóa, bao gồm chọn lọc tự nhiên, trôi dạt di truyền, đột biến, di cư và giao phối không ngẫu nhiên, đều quan trọng để hiểu các đặc điểm và bệnh tật.                                                                |
| Sinh sản thành công (tiến hóa I)                       | Chọn lọc tự nhiên tối đa hóa thành công sinh sản, đôi khi phải trả giá bằng sức khỏe và tuổi thọ. |
| Lựa chọn tình dục (tiến hóa I)                         | Lựa chọn tình dục hình thành những đặc điểm dẫn đến rủi ro sức khỏe khác nhau giữa hai giới. |
| Những ràng buộc (tiến hóa I)                           | Một số hạn chế ức chế khả năng chọn lọc tự nhiên để hình thành các đặc điểm tối ưu về mặt giả thuyết cho sức khỏe. |
| Sự đánh đổi (sự đánh đổi tiến hóa)                     | Những thay đổi tiến hóa trong một đặc điểm cải thiện thể lực có thể được liên kết với những thay đổi trong những đặc điểm khác làm giảm thể lực.                                                                                             |
| Cuộc sống Lý thuyết Lịch sử (tiến hóa thương mại-offs) | Các đặc điểm lịch sử cuộc sống, chẳng hạn như tuổi sinh sản đầu tiên, tuổi thọ sinh sản và tốc độ lão hóa, được hình thành bởi sự tiến hóa, và có ý nghĩa đối với sức khỏe và bệnh tật.                                                      |
| Cấp độ lựa chọn (tiến hóa II)                          | Các lỗ hổng đối với bệnh có thể xảy ra khi lựa chọn có tác dụng đối nghịch ở các cấp độ khác nhau (ví dụ như các yếu tố di truyền, tế bào, sinh vật, họ hàng và các cấp độ khác).                                                            |
| Phylogeny (tiến hóa II)                                | Theo dõi mối quan hệ phát sinh gen cho các loài, quần thể, tính trạng hoặc mầm bệnh có thể cung cấp cái nhìn sâu sắc về sức khỏe và bệnh tật.                                                                                                |
| Hợp tác (tiến hóa II)                                  | Sự hợp tác giữa các loài có thể ảnh hưởng đến sức khỏe và bệnh tật (ví dụ như các cuộc đua vũ trang tiến hóa và các mối quan hệ tương hỗ như những gì được thấy trong microbiome).                                                           |
| Độ dẻo (tiến hóa II)                                   | Các yếu tố môi trường có thể thay đổi quỹ đạo phát triển theo cách ảnh hưởng đến sức khỏe và tính dẻo của các quỹ đạo này có thể là sản phẩm của các cơ chế thích nghi tiến hóa.                                                             |
| Phòng thủ (lý do cho lỗ hổng)                          | Nhiều dấu hiệu và triệu chứng của bệnh (ví dụ sốt) là những biện pháp phòng vệ hữu ích, có thể là bệnh lý nếu bị điều hòa. |
| Không phù hợp (lý do cho lỗ hổng)                      | Nguy cơ bệnh tật có thể được thay đổi đối với các sinh vật sống trong môi trường khác với những sinh vật mà tổ tiên của chúng tiến hóa. |
| Thực hành văn hóa (văn hóa)                            | Thực hành văn hóa có thể ảnh hưởng đến sự tiến hóa của con người và các loài khác (bao gồm cả mầm bệnh), theo những cách có thể ảnh hưởng đến sức khỏe và bệnh tật (ví dụ như sử dụng chống sinh học, thực hành sinh, chế độ ăn uống, v.v.). |

## Thích ứng của con người
Thích ứng hoạt động trong phạm vi hạn chế, tạo ra sự thỏa hiệp và đánh đổi, và xảy ra trong bối cảnh của các hình thức cạnh tranh khác nhau.

### Những hạn chế
Thích ứng chỉ có thể xảy ra nếu chúng có thể tiến hóa. Do đó, có một số thích ứng nhất định mà ngăn ngừa bệnh tật là không thể có.
- DNA không thể được ngăn chặn hoàn toàn khỏi việc đột biến gây tái tạo soma; điều này có nghĩa là ung thư gây ra bởi đột biến soma, cho đến nay vẫn chưa được loại bỏ hoàn toàn bởi chọn lọc tự nhiên.
- Con người không thể sinh tổng hợp vitamin C, và do đó có nguy cơ mắc bệnh scurvy, bệnh thiếu vitamin C, nếu chế độ ăn uống không đủ vitamin.
- Tế bào thần kinh võng mạc và đầu ra sợi trục của chúng đã phát triển để được bên trong lớp tế bào sắc tố võng mạc. Điều này tạo ra một hạn chế đối với sự phát triển của hệ thống thị giác sao cho dây thần kinh thị giác buộc phải thoát khỏi võng mạc thông qua một điểm gọi là đĩa quang. Điều này, đến lượt nó, tạo ra một điểm mù. Quan trọng hơn, nó làm cho thị lực dễ bị tổn thương do tăng áp lực trong mắt (bệnh tăng nhãn áp) vì cốc này và làm hỏng dây thần kinh thị giác tại thời điểm này, dẫn đến suy giảm thị lực.

## Căn bệnh của nền văn minh
Con người tiến hóa để sống như những người săn bắn hái lượm đơn giản trong các nhóm bộ lạc nhỏ. Con người đương đại bây giờ có một môi trường và cách sống rất khác nhau. Sự thay đổi này khiến con người hiện tại dễ bị tổn thương trước một số vấn đề sức khỏe, được gọi là căn bệnh của nền văn minh và bệnh của sự sung túc. Con người thời đồ đá tiến hóa để sống ngoài đất, tận dụng các nguồn tài nguyên có sẵn cho họ. Sự tiến hóa diễn ra chậm chạp, và sự thay đổi nhanh chóng từ môi trường và thực tiễn thời đồ đá sang thế giới ngày nay là vấn đề bởi vì sự thích nghi với hoàn cảnh thời đồ đá không còn áp dụng. Sự sai lầm này có ý nghĩa nghiêm trọng đối với sức khỏe của chúng ta. Môi trường hiện đại có thể gây ra nhiều bệnh như hội chứng thiếu hụt như bệnh scurvy và còi xương.